# ادواردز (ویسکانسین)
ادواردز (به انگلیسی: Edwards) یک منطقهٔ مسکونی در ایالات متحده آمریکا است که در شهرستان شیبویگان، ویسکانسین واقع شده‌است. ادواردز ۲۲۷٫۹۹ متر بالاتر از سطح دریا واقع شده‌است.